# Geografie van Hongarije

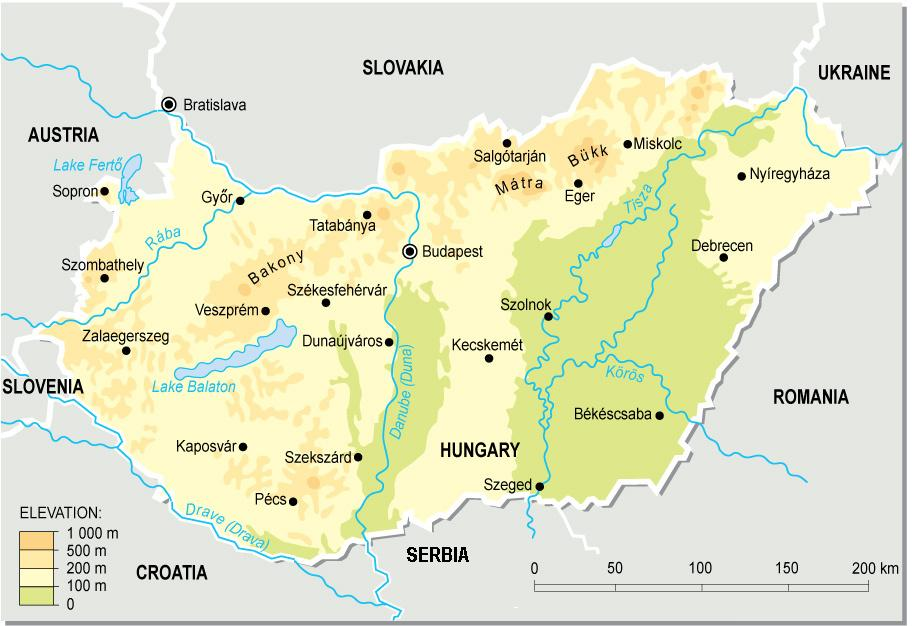
Topografische kaart van Hongarije

Hongarije heeft een oppervlakte van 93.030 km² en ligt in Centraal-Europa. Het land meet ongeveer 250 km van noord naar zuid en 524 km van west naar oost. Het heeft een grens van 2258 km lang. In het westen grenst het aan Oostenrijk, in het zuiden aan Servië, Kroatië en Slovenië, in het zuidoosten aan Roemenië, in het noordoosten aan Oekraïne en in het noorden aan Slowakije. 
Het landschap van Hongarije wordt gedomineerd door de vlaktes van het Karpatenbekken, dat wordt begrensd door de Karpaten en in het westen door de Alpen. In het noorden langs de grens met Slowakije liggen heuvels en bergen die de aanzet vormen van de Karpaten. De hoogste berg van het land, de Kékes (1.015 m) ligt in het Mátragebergte, een van deze middelgebergten. Meer naar het oosten begint het Bükkgebergte. Samen heten ze het Noord-Hongaars middelgebergte.
Het land wordt in tweeën gedeeld door de belangrijkste rivier, de Donau (Duna, 417 km in Hongarije). Andere grote rivieren zijn de Tisza (584 km), die eveneens van noord naar zuid loopt, en de Drau (Dráva), de zuidwestelijke grensrivier. Het Balatonmeer, een van Europa's grootste meren (596 km²), deelt West-Hongarije in tweeën. Naast het eerder genoemde Balatonmeer is ook het één na grootste steppemeer van Midden-Europa, het Neusiedlermeer deels gelegen op Hongaars grondgebied.

## Natuur
Hongarije telt tien nationale parken , waarvan het Nationaal Park Hortobágy het grootste is. Ten zuiden van de hoofdstad ligt het Nationaal Park Kiskunság. De andere zijn de Nationale parken Aggtelek, Boven-Balaton, Bükk, Donau-Drava, Donau-Ipoly, Fertő-Hanság, Körös-Maros en Őrség. Verder zijn er nog vele beschermde natuurgebieden en natuurreservaten.

## Extremen
Het meest westelijk gelegen dorp van Hongarije is Felsőszölnök, het noordelijkste is Hollóháza en het zuidelijkste is Kásád.
Het hoogste punt van Hongarije is de berg Kékes (1014 meter) en het laagste punt ligt bij de rivier Tisza bij Szeged (78 meter).